# 通济堰
28°18′25″N 119°43′27″E / 28.30694°N 119.72417°E
通济堰位于中国浙江省丽水市莲都区碧湖镇堰头村，2001年被列为第五批全国重点文物保护单位。
通济堰始建于南朝梁天监年间，由拱形溢流坝、通济闸、石函、渠道、叶穴、概闸、湖塘等组成。初建时为木坝，南宋开禧元年（1205年）改为石坝。现存拱坝长275米，底宽25米，顶宽0.2米，高2.5米，是世界上最早的拱坝。拱坝北端为通济闸，下游通过22.5千米长的干渠以及48条支渠、321条毛渠灌溉碧湖平原。通济闸旁有司马庙，现存历代碑刻十八通。在堰头村内临渠还建有文昌阁、石牌坊等清代建筑。